# 時事寬頻
時事寬頻（英語：Feature of the Week）是香港有線電視財經資訊台的新聞專題節目。此節目以分析社會熱門話題為旨，自2000年於新聞一台啟播，每周播放一次，每集探討不同主題，是全年不停製作的長壽節目。
時事寬頻以多角度探討時事議題，使觀眾對議題有深入的了解和對固有想法作反思，例如會作科學測試與專訪專家意見等。
節目因為遷就財經資訊台的新季度節目改革，於2007年4月，節目時段由周中播映時段逢星期四21:30改為逢星期六20:30播映。當有重大突發事件發生，該節目會作相應配合，臨時抽起原定播出的內容，改播相關特輯，包括汶川大地震、馬尼拉前警員劫持香港旅行團事件等。
主持方面，陳偉利曾在2006年3月-12月擔任主持。在2010年7月起，《時事寬頻》繼2006年後再次加入常規主持，而該主持人為王春媚。游安怡在2011年7月下旬至8月擔任主持，而現任主持黃穎嘉則在2011年9月加入。
2013年3月30日，《時事寬頻》停播，5月6日起由新聞台不定期放映的《新聞刺針》取代。

## 獎項
節目常以社會熱話為節目主題，帶動社會討論，自播出以來獲獎甚豐，撮要如下：
2001年：
- 「血償」　2001年紐約國際電視節優異獎(公共事務組)、2001年芝加哥國際電視節優異獎(公共事務)

2002年：
- 「家庭教會」　2002年人權新聞獎優異獎
- 「減價的神話」　2003年消費權益新聞報道獎電視組優異獎
- 「泥土黎民系列 之 鄉債」　2002年芝加哥國際電視節優異獎(社會及政治組別)

2003年：
- 「泥土黎民系列 之 賣血鄉」　2002年芝加哥國際電視節雨果銀獎(公共事務組別)
- 「疫症蔓延前—廣東」 　2004年紐約國際電視節銅獎(公共事務組別)
- 「疫症蔓延前—香港」(兩集系列)　2004年紐約國際電視節銅獎(公共事務組別)
- 「國安思危—在紅旗下」　2004年人權新聞獎大獎
- 「何日見青天」　2004年人權新聞獎大獎

2004年：
- 「一樓一」 　2005年人權新聞獎優異獎
- 「十五載」　2005年人權新聞獎優異獎

2006年：
- 「中國教會系列 之 紅色主權」　2007年紐約國際電視節優異獎(歷史與社會組別)
- 「中國教會系列 之 崛起的十架」　2007年美國芝加哥國際電視節銀獎(公共事務組別)
- 「中國教會系列 之 地下天國」　2007年美國 TELLY AWARDS 銅獎(宗教組別)

2008年：
- 「競爭有法」　2009年消費權益新聞報道獎電視組銅獎
- 「警權民權」　2009年人權新聞獎優異獎
- 「保險有風險」　2009年消費權益新聞報導獎電視組銀獎

2009年：
- 「亞洲新世代-日本」　2010年美國TELLY AWARDS銅獎(紀錄片組別)
- 「亞洲新世代-印度」　2010年美國TELLY AWARDS銅獎(紀錄片組別)
- 「不速來電攻防戰」　2010年消費權益新聞報道獎 電視組優異獎
- 「關進瘋人院」　2010年度美國TELLY AWARDS 銅獎(新聞專題組別)